# ماراتن بوستون ۲۰۲۳
ماراتن بوستون ۲۰۲۳ یک مسابقه ماراتن بود که در ۱۷ آوریل ۲۰۲۳ در بوستون، ماساچوست برگزار شد. این ماراتن صد و بیست و هفتمین دوره رسمی این مسابقه، و صد و بیست و پنجمین باری بود که در مسیر اصلی برگزار شد (به استثنای رویداد مجازی سال ۲۰۲۰ و اکیدن سال ۱۹۱۸). این ماراتن همچنین دهمین سالگرد بمب‌گذاری ماراتن بوستون بود. مسابقه ۲۰۲۳ به ۳۰۰۰۰ دونده محدود شده بود.

## نتایج

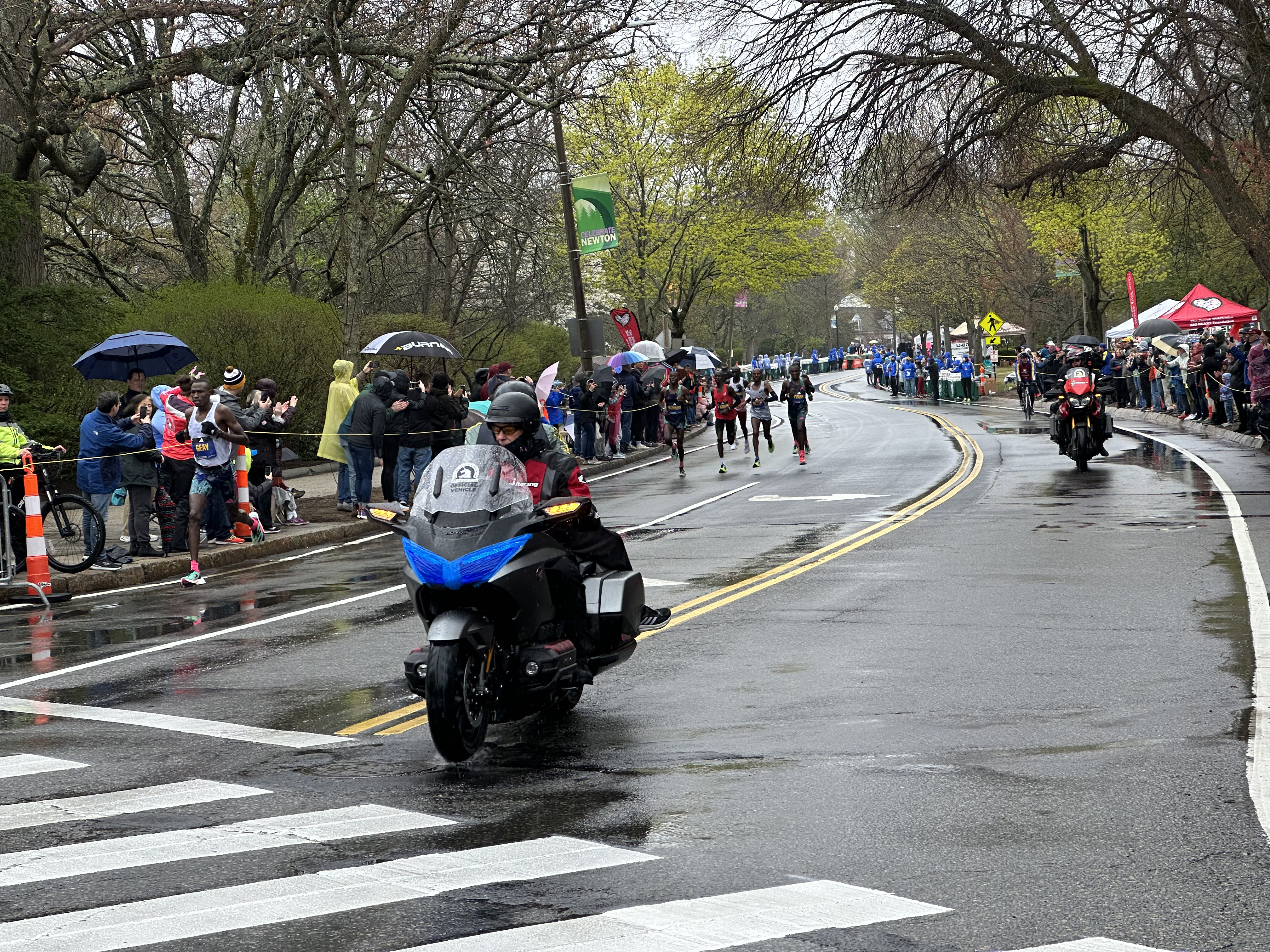
افراد پیشتاز، کمی بعد از مایل ۱۹، در حالی که گابریل گی (در سمت چپ) کاملاً جلوتر از گروه بود. برای نمای نزدیک‌تر از گروه، ثانیه‌هایی بعد، به … مراجعه کنید. این تصویر.

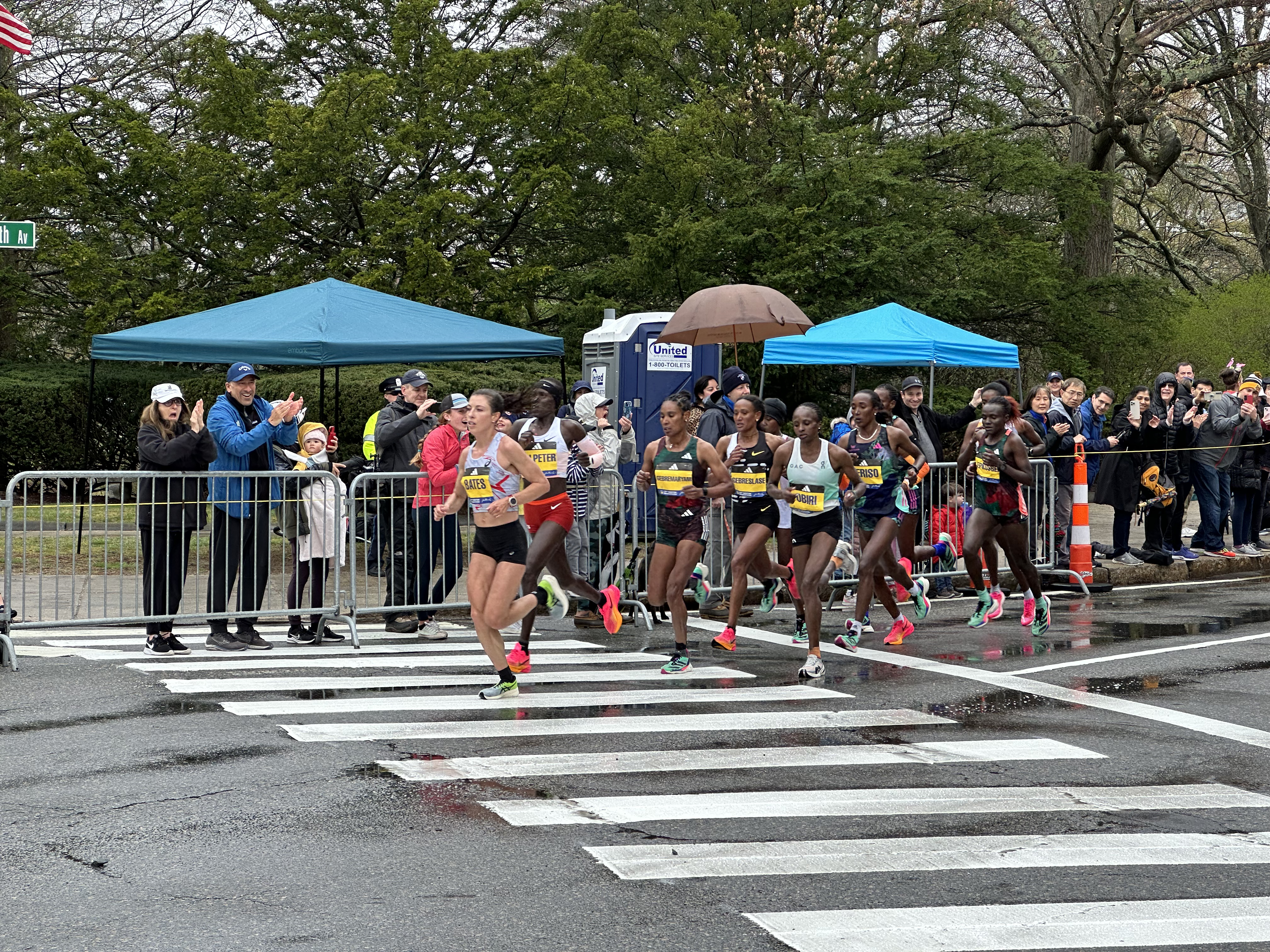
اما بیتس پیشتاز زنان، و پس از او لونا سالپیتر و هلن اوبیری

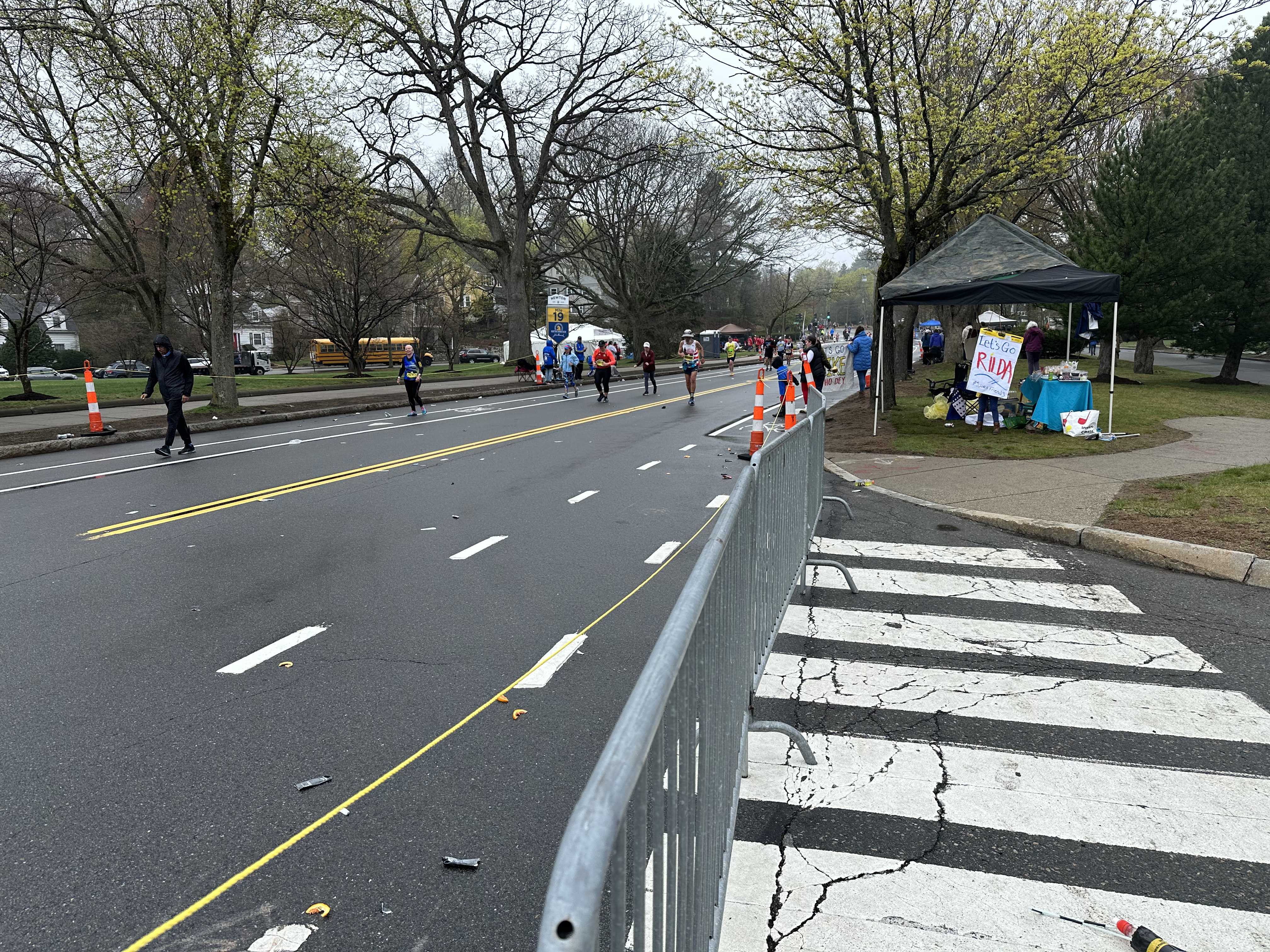
حدود ۳۰٬۰۰۰ دونده رسماً در این مسابقه شرکت کردند. ساعت ۳:۲۰ بعد از ظهر، ساعاتی پس از عبور برندگان از خط پایان

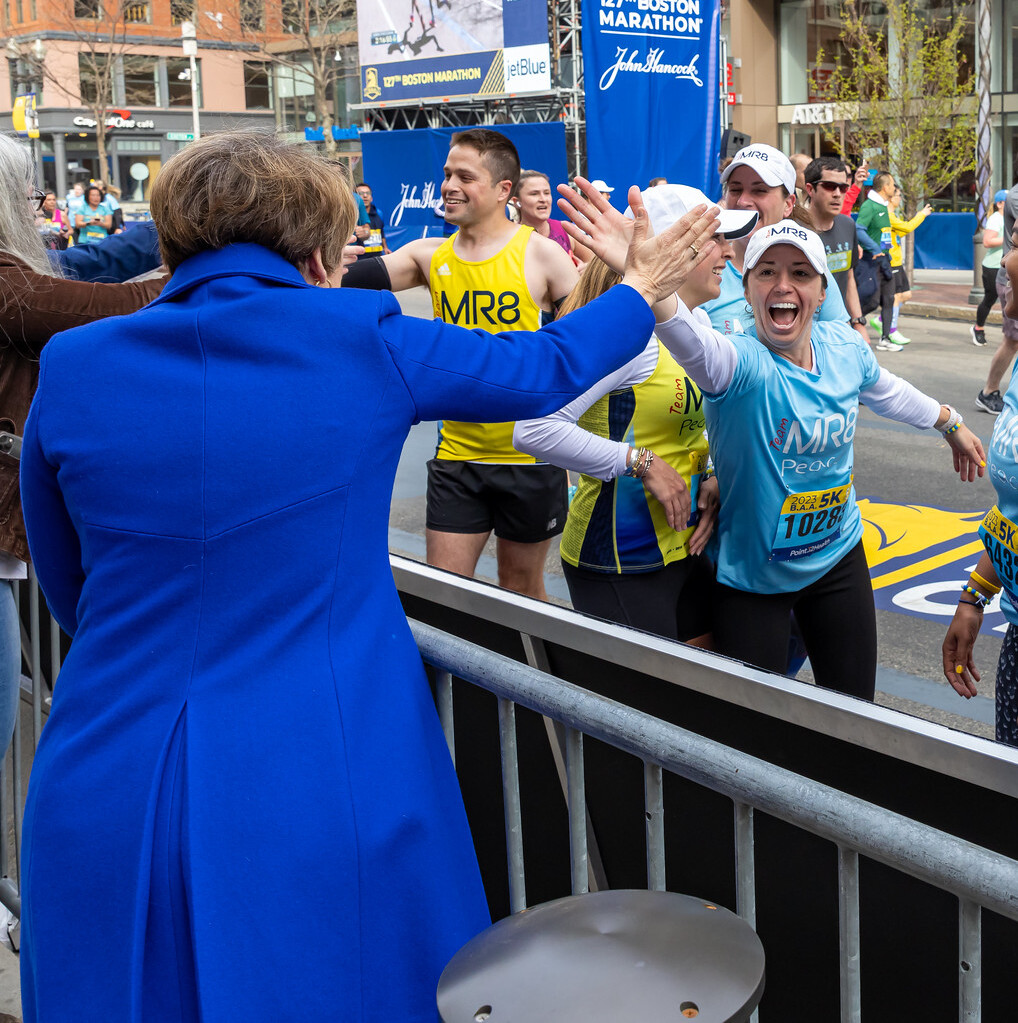
فرماندار ماساچوستِ مورا هیلی

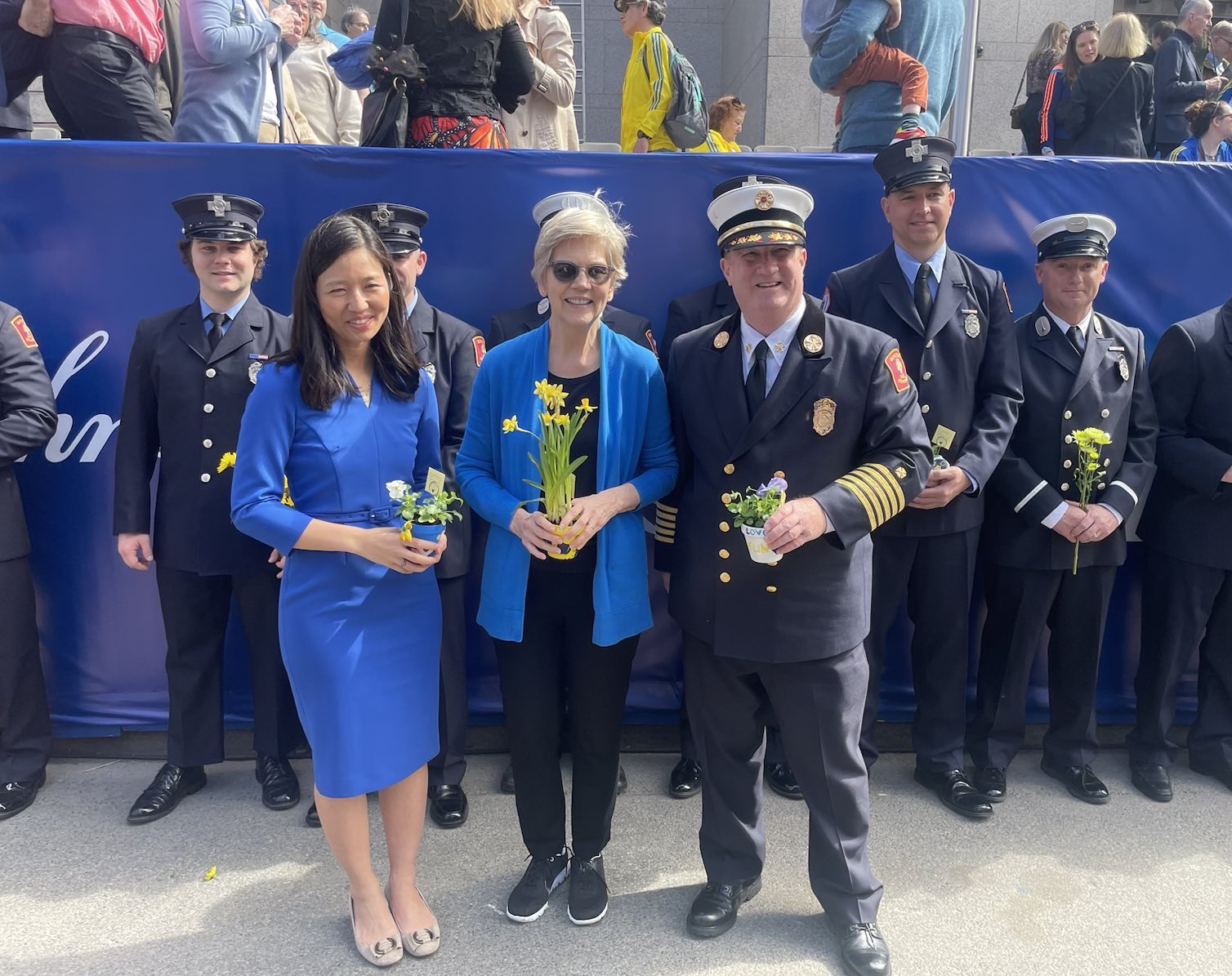
دو روز قبل از ماراتن، شهردار میشل وو و سناتور الیزابت وارن در مراسم بزرگداشت روز بوستون به مناسبت دهمین سالگرد بمب‌گذاری ماراتن بوستون ۲۰۱۳ شرکت کردند